# Joseph-Marie Amiot

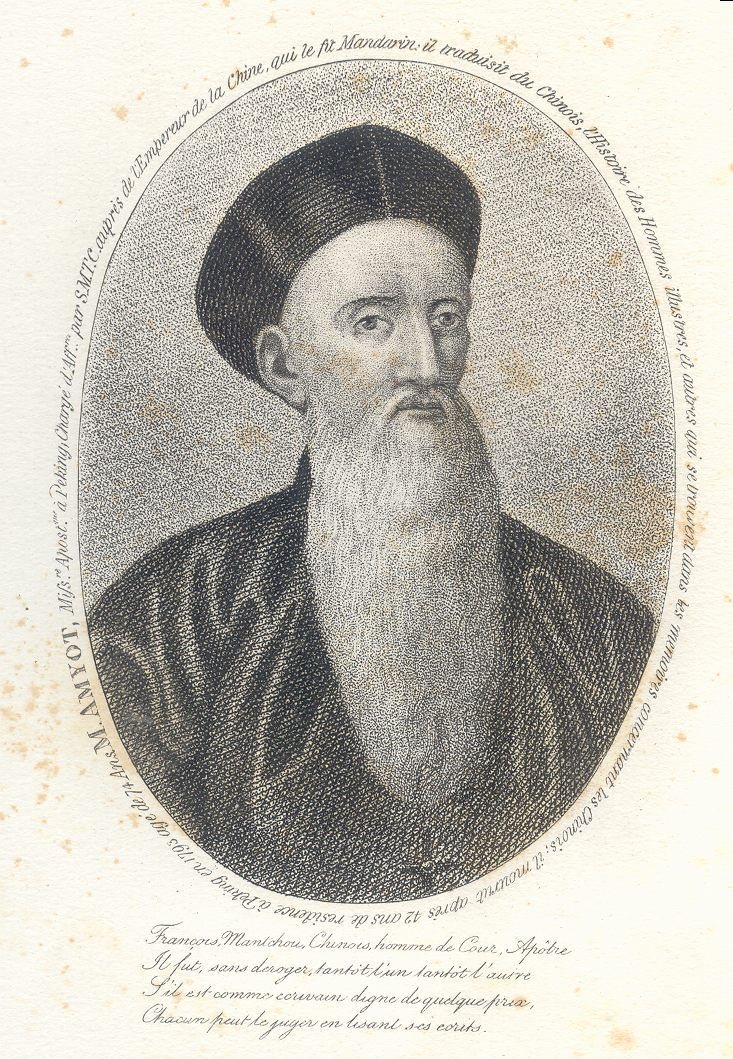
Joseph-Marie Amiot

Joseph-Marie Amiot (* 8. Februar 1718 in Toulon; † 8. oder 9. Oktober 1793 in Peking) war ein französischer Jesuit, Astronom und Historiker. Seine Werke über chinesische Musik gehören zu den ersten ernsthaften musikwissenschaftlichen Arbeiten eines europäischen Gelehrten über außereuropäische Musik.

## Leben
1737 trat Amiot ins Noviziat des Jesuitenordens ein und erhielt im Dezember 1746 die Priesterweihe in Lyon. Während seiner Ausbildung hatte er den Wunsch geäußert, als Missionar nach China gesandt zu werden. Diese Bitte wurde ihm gewährt, und in Begleitung von zwei chinesischen jesuitischen Novizen verließ er den Hafen von Lorient im Dezember 1749 und erreichte Macau am 27. Juli 1750. Im folgenden Jahr setzte er seine Reise nach Peking fort, wo er am 22. August 1751 eintraf und bis zum Ende seines Lebens blieb.
Am Hofe des Kaisers Qianlong (1736–1796) arbeitete er in der Verbotenen Stadt als Astronom und Forscher. Er war einer der ersten, durch die Europa genauere Nachrichten über die Völker Ostasiens erhielt, da er in allen seinen Veröffentlichungen die Altertümer, Geschichte, Mandschurische Sprache und Künste der Chinesen thematisierte und anschaulich schilderte. Dazu gehörte auch eine Sammlung Transkriptionen chinesischer Flötenmusik für die europäische Blockflöte, als „Airs chinois“ bezeichnet. 1772 übersetzte er „Die Kunst des Krieges“ (chin. 孫子兵法, „Sūnzǐ bīngfǎ“) von Sunzi ins Französische und machte damit dieses Buch unter dem Titel Treize Articles („Dreizehn Artikel“) erstmals in Europa bekannt.
Im Alter von 75 Jahren starb Joseph-Marie Amiot 1793 als letzter Überlebender der Jesuitenmission in China und fand auf dem Jesuitenfriedhof in Peking seine letzte Ruhestätte.

## Werke (Auswahl)
- Mémoires concernant l’histoire les sciences et les arts des Chinois. Nyon, Paris 1776–1814 (17 Bde.)
- Das Leben des Konfuzius (Bd. 12 der Mémoires sur les Chinois)
- Dictionnaíre tatar-mantchou-francais, Nyon, Paris 1789 (3 Bde.)
- Grammaire de la langue tatare-mantchoue.
- Mémoire sur la musique des Chinois, tant anciens que modernes. Minkoff, Genf 1973 (Repr. d. Ausg. Paris 1779)
- (Qianlong:) Éloge de la ville de Moukden, übersetzt aus dem Chinesischen 1770 Digitalisat
- Art militaire des Chinois, 1772; plusieurs ouvrages sur la Typographie et la Musique des Chinois
- Divertissements ou concerts de musique chinoise, en deux fois trois cahiers, accompagnés d’un cahier de musique sacrée (prières catholiques en chinois mis en musique, envoyés à Mr. Bignon, bibliothécaire du Roi) unveröffentlicht.